# Насх

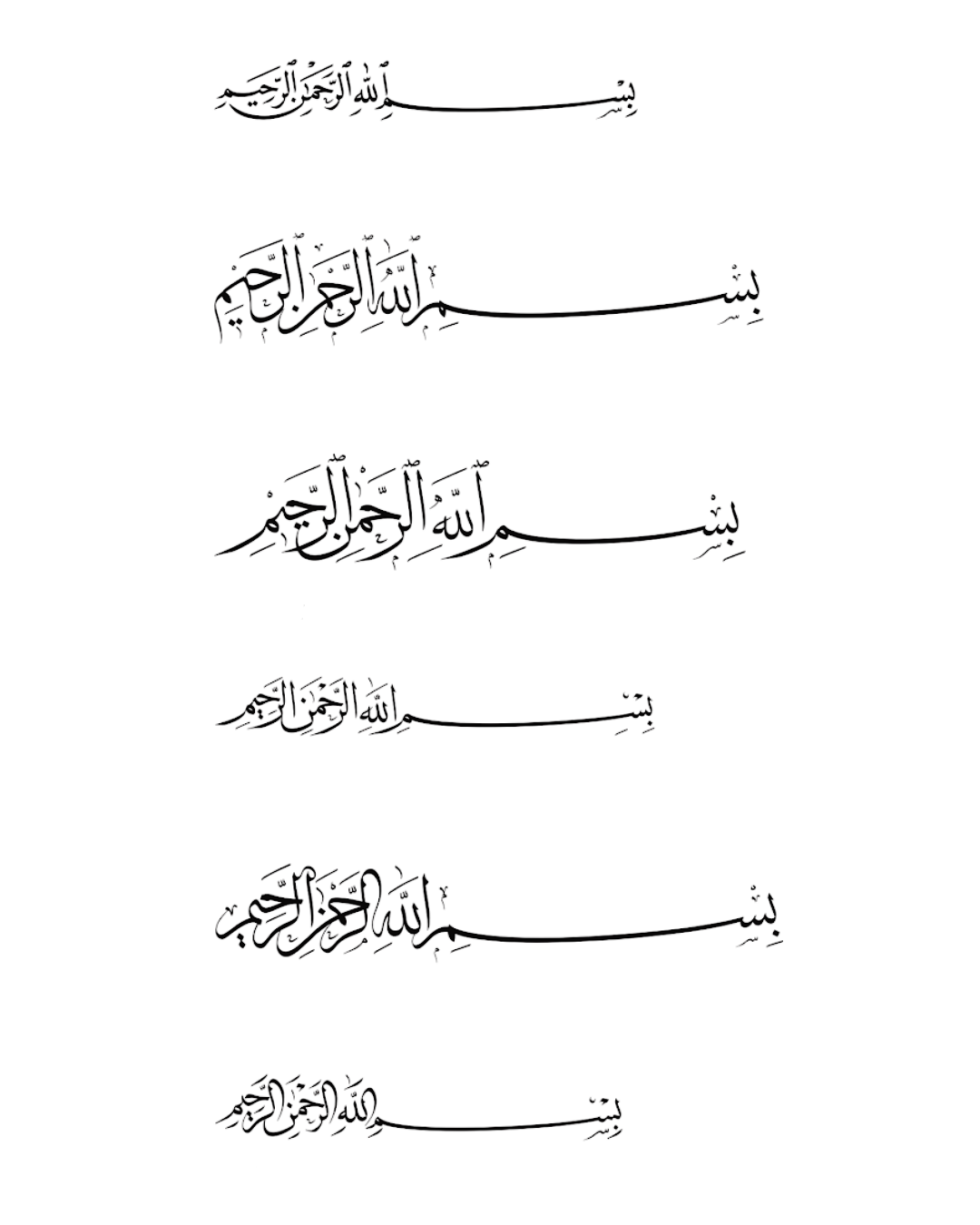
Шесть традиционных арабских почерков (сверху вниз): насх, сулюс, мухаккак, райхан, тауки и рика.

Насх (араб. نسخ‎) — один из шести традиционных арабских почерков (аль-аклам ас-ситта). Основной и самый распространённый шрифт для записи большинства языков, использующих арабский алфавит.

## История
Насх приобрёл повсеместное распространение в арабском мире в XV веке, вытеснив более громоздкий и сложный сулюс. На насх переписывались Коран, хадисы и другая исламская литература. Некогда каллиграфический стиль, в настоящее время насх превратился в обыденный и наиболее простой шрифт, который используют на письме практически во всём арабском мире и преподают в школах.
В компьютерах также по умолчанию используется насх: بسم الله الرحمن الرحيم.
На основе насха был создан насталик, который преобладает в Иране, Пакистане и частично в Афганистане, тогда как в арабских странах считается архаичным.